# Solar Ferreira de Mello
O Solar Ferreira de Mello é um casarão histórico, construído no ano de 1772, é o imóvel mais antigo da cidade. Localiza-se na cidade de São José, no estado de Santa Catarina. É um patrimônio cultural tombado pela Fundação Catarinense de Cultura (FCC), na data de 15 de julho de 1986, sob o processo de nº 007/86.
Atualmente sedia o Museu Histórico Municipal de São José.

## História
O solar serviu de residência para o coronel Luiz Fernando do Nascimento Mello e sua família. Em 1845, D. Pedro II e sua comitiva visitou o solar para a cerimônia do Beija Mão. Nos anos de 1893, durante a Revolução Federalista, sediou a Guarda Nacional, que utilizou o porão como cela e sediou também o Governo Provisório do Estado. Ao passar dos anos, sediou uma escola militar, serviu como comércio, senzala e cavalaria. Em 1984, o solar passou por restauração para sediar o Museu Histórico Municipal de São José.

## Arquitetura
O sobrado de arquitetura colonial, inspirado no estilo luso-açoriano, foi construído em dois pavimentos e porão. A estrutura externa foi construída em alvenaria de pedra e tijolo e possui cunhais em massa nas quinas da fachada. O telhado de quatro águas foi coberto com telha capa e canal e possui um beiral e cimalha. O piso foi construído em tábua corrida, E as escadarias localizadas nos fundos da casa, foram construídas com areia, cal e óleo de baleia.

## Museu Histórico Municipal
O Museu Histórico Municipal, inaugurado em 1988, possui um acervo com três mil peças entre porcelanas, armamentos, mobiliários, instrumentos musicais e objetos da cultura açoriana. O museu é aberto ao público, com visitação guiada e entrada gratuita.